# (3093) Bergholz
(3093) Bergholz es un asteroide perteneciente al cinturón de asteroides, descubierto el 28 de junio de 1971 por Tamara Mijáilovna Smirnova desde el Observatorio Astrofísico de Crimea (República de Crimea).

## Designación y nombre
Designado provisionalmente como 1971 MG. Fue nombrado Bergholz en honor a la poetisa soviética-rusa Olga Fjodorovna Berggolc.